# ジェファーソン・ストリート駅
ジェファーソン・ストリート駅（Jefferson Street）はブルックリン区ブッシュウィックのジェファーソン・ストリート - ワイコフ・アベニュース交差点にあるニューヨーク市地下鉄BMTカナーシー線の駅で、終日L系統が停車する。

## 歴史
ジェファーソン・ストリート駅は1928年7月14日にカナーシー線のブロードウェイ・ジャンクション駅 - モントローズ・アベニュー駅間延伸とともに開業した。

## 駅構造
| G          | 地上階                       | 出入口                                                                     |
| M          | 改札階                       | 改札口、駅員室、メトロカード/OMNY自動販売機                                |
| P ホーム階 | 相対式ホーム、右側ドアが開く | 相対式ホーム、右側ドアが開く                                               |
| P ホーム階 | 北行線                       | ← 8番街駅ゆき（モルガン・アベニュー駅）                                    |
| P ホーム階 | 南行線                       | → カナーシー-ロッカウェイ・パークウェイ駅ゆき（ディカルブ・アベニュー駅）→ |
| P ホーム階 | 相対式ホーム、右側ドアが開く |                                                                            |

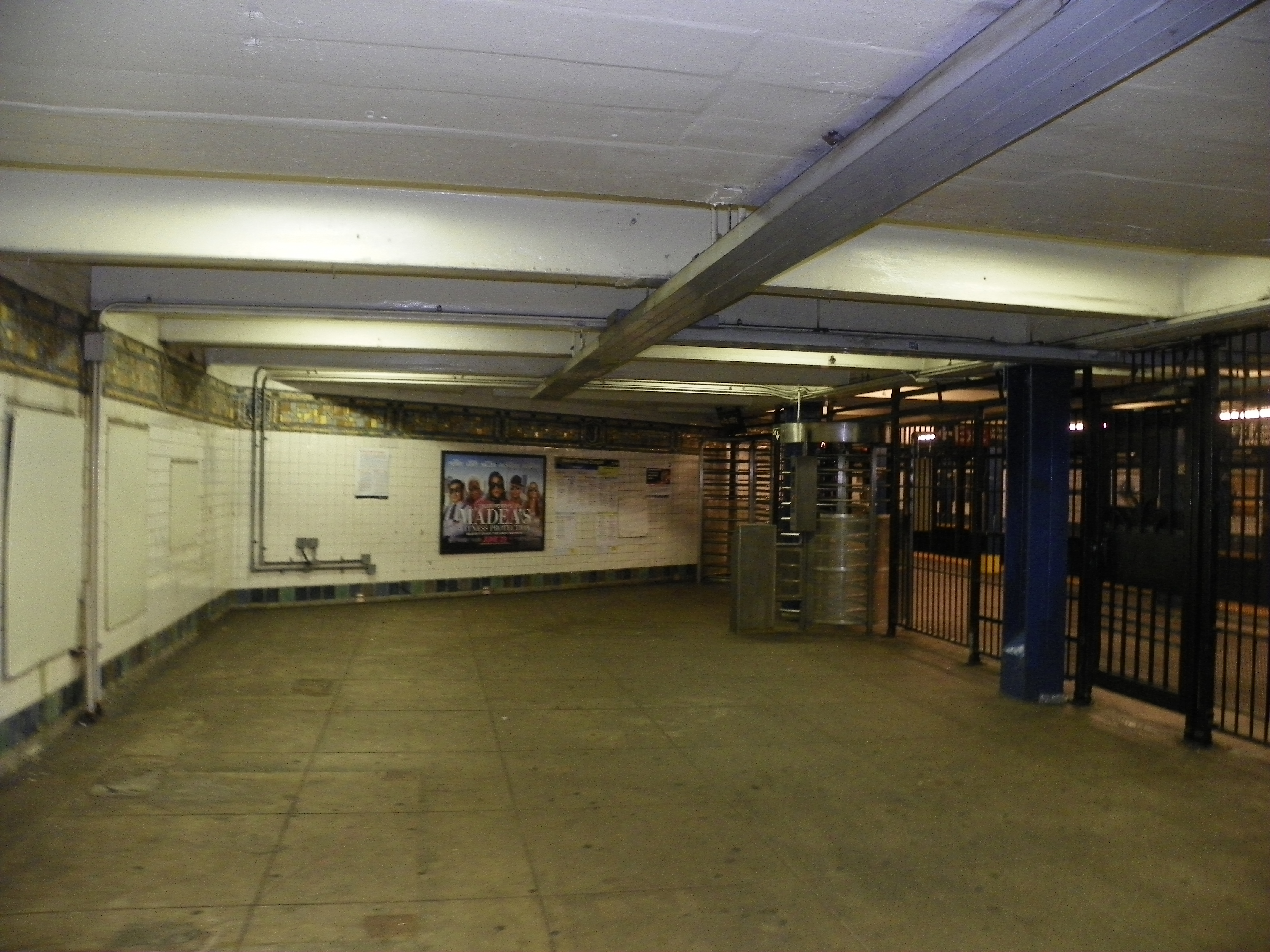
メザニン

ジェファーソン・ストリート駅は相対式ホーム 2面2線の地下駅である。ホームの壁には青色と茶色を主体に黄色とタンでアクセントをつけたタイルモザイクの帯が施されている。緻密な細工を施した小壁が設けられているが、元々のアースカラーを基調としたデザインから、バラ色やスレートブルー、黄色や桃色を用いたよりパステル調のものに変わっている。また、一部の背景タイルはまだら模様になっている。これは手作業でランダムに切り出したタイルを丁寧にはめ込んだものである。青地にジェファーソン（Jefferson）の"J"をあしらった銘板がタイルモザイクの帯に等間隔で取り付けられている。
青とダークレッドの地に金色のサンセリフ体で"JEFFERSON ST."とレタリングされた駅名標は、内側に黄色、外側に緑色の縁取りが施されている。方向案内板の矢印も同様である。ホームには青く塗られた I 形鋼の柱が等間隔で建っており、1本おきにニューヨーク市地下鉄で標準的な黒地に白でレタリングした駅名標が取り付けられている。
駅の東端には終日営業の改札があり、各ホームから2人幅の階段を上がると待合所兼ホーム間連絡通路に出る。自動改札機を出るとトークン・ブースと通りに出る階段がある。階段は4つあり、スター・ストリート - ワイコフ・アベニュー交差点の四つ角すべてに出ることができる。
ホーム西端にも無人改札口があり、出場専用改札機とHEET自動改札機が1台ずつ設けられている。階段にはレンガ造りの屋根がついており、ジェファーソン・ストリート - ワイコフ・アベニュー交差点の西側（マンハッタン方面ホームからは北西角、カナーシー方面ホームからは南西角）に出ることができる。カナーシー方面ホームには2000年夏に新しいタイルワークが設けられた。